# Beatus Albrecht von Ramstein
Beatus Albrecht von Ramstein (* 14. Juli 1594 in Waldighofen; † 25. August 1651 in Pruntrut) war 1646–1651 Fürstbischof des Fürstbistums Basel. 

## Leben
Ramstein studierte 1615–1619  am Collegium Germanicum in Rom und wurde dann sogleich Generalvikar des Bistums Worms. 1629 wurde er Kanoniker beim Basler Domkapitel, wo er 1640 zum Domkustos avancierte. Seine Wahl zum Bischof von Basel (1646) wurde aus formalen Gründen von der römischen Kurie nicht anerkannt; er wurde deshalb erst 1650 wirklich zum Bischof ernannt und erhielt 1651 die Bischofsweihe.